# Fatima bint Mubarak Al Ketbi
La jequesa Fatima bint Mubarak Al Ketbi es la tercera esposa del fundador y primer presidente de los Emiratos Árabes Unidos y emir de Abu Dabi, el jeque Zayed bin Sultán Al Nahayan.

## Biografía
Nacida en Al Hayer, en la ciudad de Al Ain, como única hija de sus padres. La jequesa Fatima bint Mubarak Al Ketbi, se casó con Zayed, presidente de los Emiratos Árabes Unidos en la década de 1960, cuando él era dirigente de la región este del país.
Anualmente, se entrega un galardón anual exclusivo llamado Premio Jequesa Fatima a la Excelencia en su honor. Representa el Rendimiento Académico Sobresaliente, el Compromiso con el Medio Ambiente y la Ciudadanía del Mundo para el estudiante que lo recibe. Los ganadores reciben una beca completa en varias escuelas del Medio Oriente y también se amplió este proyecto a la India en 2010. Es altamente prestigioso, dado que es en nombre de la jequesa y siempre es entregado por un miembro de la familia real de los Emiratos. Sólo se entrega a una persona por colegio.

### Patronazgos
- Presidenta de la Unión General de Mujeres del Estado de Emiratos Árabes Unidos (GWU) [desde 1975].
- Presidenta del Consejo Supremo para la Maternidad y la Infancia.
- Presidenta de la Fundación para el Desarrollo de la Familia (FDF).

### Familia
Fatima bint Mubarak es la madre del jeque Mohammed, actual emir de Abu Dabi, y de los jeques Hamdan, Hazza, Tahnoun, Mansour (el actual vice primer ministro), Abdullah (miembro del actual gabinete de ministros) y las jequesas Shamma y Alyazia.

## Distinciones Honoríficas
- Orden Nacional del Mérito [Clase Athir] (República de Argelia, 16/03/2005).
- Gran Cordón de la Orden del 7 de Noviembre (República Tunecina, 26/06/2009).[1]